# Bryobium rendovaense
Bryobium rendovaense är en orkidéart som beskrevs av Jeffrey James Wood. Bryobium rendovaense ingår i släktet Bryobium och familjen orkidéer. Inga underarter finns listade i Catalogue of Life.